# Verwaltungsgemeinschaft Lichtenberg
In der Verwaltungsgemeinschaft Lichtenberg im oberfränkischen Landkreis Hof haben sich am 1. Januar 1980 folgende Gemeinden zur Erledigung ihrer Verwaltungsgeschäfte zusammengeschlossen:
1. Issigau, 973 Einwohner, 18,68 km²
2. Lichtenberg, Stadt, 1026 Einwohner, 9,47 km²

Sitz der Verwaltungsgemeinschaft ist Lichtenberg.
Lichtenberg gehörte vom 1. Mai 1978 bis 31. Dezember 1979 zur Verwaltungsgemeinschaft Bad Steben, Issigau war Mitglied der Verwaltungsgemeinschaft Berg. Beide Zusammenschlüsse waren per 1. Januar 1980 aufgelöst worden.